# Scopula longitarsata
Scopula longitarsata är en fjärilsart som beskrevs av Louis Beethoven Prout 1932. Scopula longitarsata ingår i släktet Scopula och familjen mätare. Inga underarter finns listade.